# Melicope tekaoensis
Melicope tekaoensis är en vinruteväxtart som beskrevs av Thomas Gordon Hartley. Melicope tekaoensis ingår i släktet Melicope och familjen vinruteväxter. Inga underarter finns listade i Catalogue of Life.